# سيموني باروني
سيموني باروني (بالإيطالية: Simone Barone)‏ (مواليد 30 أبريل 1978 في نوتشيرا إنفريوري - إيطاليا) لاعب كرة قدم إيطالي يلعب حاليا لصالح نادي الدرجة الأولى كالياري الإيطالي منذ 2009 في مركز الوسط المحوري .

## روابط خارجية
- سيموني باروني على موقع قاعدة بيانات كرة القدم.إي يو (الإنجليزية)
- سيموني باروني على موقع ناشيونال فوتبول تيمز (الإنجليزية)
- سيموني باروني على موقع Soccerway.com (الإنجليزية)
- سيموني باروني على موقع عالم كرة القدم.نت (الإنجليزية)
- سيموني باروني على موقع كووورة
- سيموني باروني على موقع CONI honoured athlete website (الإيطالية)